# Apollonia Mathia
Apollonia Mathia, née dans les années 1950, est une journaliste et militante sociale sud-soudanaise. Elle est l'une des fondatrices de l'Association des femmes des médias au Soudan du Sud (AMWISS) ainsi que de l'Union des journalistes du Soudan du Sud (UJOSS).

## Biographie
Mathia est née dans les années 1950. Elle a passé son enfance dans le nord de l'Ouganda avant de s'installer à Djouba,.

## Carrière
Avant de rejoindre le ministère des Finances en tant que secrétaire en 1978, Mathia a travaillé comme responsable de l'information à l'Église catholique. Elle a ensuite démissionné pour rejoindre le Juba Post où elle était la seule femme rédactrice en chef et rédactrice en chef. Elle a quitté le Juba Post en 2008 et a rejoint le BBC Monitoring Service en tant que correspondante au Soudan du Sud.
Mathia a occupé plusieurs emplois et a aidé à fonder l'Union des journalistes du Soudan du Sud (UJOSS). Elle a également travaillé comme consultante au département d'investissement en microfinance de la Banque mondiale au Soudan du Sud.
Au moment de sa mort en 2011, Mathia était directrice exécutive de l'Association for Media Women in South Sudan (AMWISS) qu'elle avait contribué à co-fonder en 2008 aux côtés de Veronica Lucy Gordon et d'autres.

## Décès
Le 18 mars 2011, Mathia est décédée des suites d'un accident lorsqu'une moto sur laquelle elle se trouvait a été écrasée par un camion.